# Aaliyah
Aaliyah   (Brooklyn, 16 de gener de 1979 - Marsh Harbour, 25 d'agost de 2001) nom artístic de Aaliyah Dana Haughton, va ser una cantant de R&B, ballarina, model i actriu. Se li atribueix haver ajudat a redefinir el R&B contemporani, el pop i el hip hop, contribucions musicals per les quals se li van atorgar els sobrenoms de la Princesa del R&B i la Reina del pop urbà.
En diverses ocasions nominada al Grammy, ostentant també una nominació a l'Oscar a la millor banda sonora per la seva interpretació del tema principal d'una pel·lícula. Va morir en un accident d'avió en tornar de la gravació del videoclip de la seva cançó "Rock the Boat".
Presentada en les audiències pel cantant i productor R&B R. Kelly el 1994; Aaliyah es va fer famosa durant la meitat dels 90 amb diversos èxits, gràcies a l'equip de composició i producció de Missy Elliott i Timbaland, i es va associar amb Steve Garrett. Va tenir diverses cançons amb el desaparegut duo de rap Kris Kross.
El seu llegat musical inclou cinc cançons número 1 en les llistes de R&B, i set cançons dins el Top 10 en el Billboard Hot 100. Aaliyah va vendre al voltant de 35 milions d'àlbums a tot el món i aproximadament 17 milions als Estats Units, en total més de 52 milions de discos venuts durant i després de la seva carrera.
També va ser model per a Tommy Hilfiger i va protagonitzar dues pel·lícules cinematogràfiques abans de la seva mort en un tràgic accident aeri el 25 d'agost de 2001 a l'edat de 22 anys.

## Biografia
Aaliyah va néixer el 16 de gener de 1979 a Bedford-Stuyvesant, Brooklyn, a la ciutat de Nova York, però va créixer a Detroit. Era la filla menor de Diana i Michael «Miguel» Haughton, un treballador del magatzem. El seu nom és la forma femenina de l'àrab "Ali"(Es pronuncia Áaaliah (عالية)) que significa "el més alt, el més exaltat, el millor".
Era d'origen afroamericà i tenia avantpassats nadius americans. La seva mare Diane Haughton va ser també cantant i va influir als seus fills Rashad i Aaliyah. Aaliyah era neboda de Barry Hankerson, un important executiu de la indústria musical que es va casar amb la cantant de soul, Gladys Knight.
Quan Aaliyah tenia 10 anys, va participar en el programa televisiu de talents "Star Search" cantant la cançó preferida de la seva mare "My Funny Valentine". No va guanyar però va aconseguir treballar amb un agent a Nova York per començar a acudir a audicions per programes de televisió. També gràcies a la seva aparició en "Star Search" va aconseguir presentar-se junt a la seva tieta Gladys Knight a Las Vegas; i més tard es va graduar en el Detroit High School for the Fine and Performing Arts, en dansa amb excel·lents qualificacions.

### Age Is not Nothing But A Number
Aaliyah va ser reclutada pel seu oncle Barry Hankerson amo de la discografia Blackground Records, el 1993, quan tenia 14 anys, llançant així el seu primer àlbum Age Is not Nothing But A Number ("L'edat no és més que un nombre") en el 1994 sota la producció de R. Kelly qui va escriure i va compondre totes les cançons del disc, excepte una cançó de The Isley Brothers que també es va incloure. L'àlbum que va ser un èxit en vendes, ens presentava la suau veu d'una jove de 15 anys que cantava música urbana original i innovadora.
En pocs mesos el disc va aconseguir la certificació de Platí als Estats Units, per vendes d'un milió de còpies, i incloïa la cançó "Back And Forth" (que va certificar or, per vendes de 500,000 còpies i va ser número 1 per 3 setmanes a les llistes de R&B de Billboard; i número 5 en el Billboard hot 100, la llista principal de Billboard i dels Estats Units); "At Your Best" (Cançó de 1976 del grup The Isley Brothers; que amb Aaliyah va aconseguir ser número 2 a la les llistes de R&B de Billboard i número 6 en el Billbord hot 100); "Age Is not Nothing But A Number" (número 35 R&B de Billboard i número 75 enel Billboard hot 100) i "Down With The Cliqui" (Llançat a Europa, número 35 en UK Top 75 Singles (Gran Bretanya)). Al juny de 1995 es va llançar només a la ràdio la cançó "No One Know How to Love Me Quite Like You Do". Per aquestes dates l'àlbum ja havia venut 3,5 milions als Estats Units i 7 milions de còpies al voltant del món.

### One In A Million
One In A Million és el títol del seu segon material discogràfic llançat el 17 d'agost de 1996, quan ella tenia 17 anys. Aquest àlbum va ser escrit, compost i produït pels llavors desconeguts Missy Elliot i Timbaland. El disc va ser un punt de referència per a la carrera d'Aaliyah i va ser rebut per la crítica amb excel·lents comentaris i aclamacions, car mostrava un costat més madur de la cantant. Als pocs mesos del seu llançament i abans que finalitzés l'any, l'àlbum va certificar el Doble Platí als Estats Units, consagrant a Aaliyah com una de les figures més importants i representatives de la música R&B.
One In A Million incloïa cançons com ara el superèxit "If Your Girl Only Knew" (número 1 en la llista de R&B de Billboard número11 en el Billboard hot 100); "One In A Million" (número 1 en el Billboard R&B Airplay, número 25 en el Billboard 100 Hot Airplay); "The One I Gave My Heart To" (número 8 en el Billboard R&B, número 9 enel Billboard hot 100); "4 Page Letter" (número 12 en el Billboard R&B Airplay); "Hot Like Fire" (número 31 en el Billboard R&B Airplay) i el cover de Mavin Gaye de 1977 "Got To Give It Up" (número 37 en Gran Bretanya). I després del gran èxit que va significar el disc, va iniciar el 1996 el tour "The Hot Like Fire Tour" en les principals ciutats dels Estats Units.
El 1997 Tommy Hilfiger va contractar a Aaliyah com a model de les seves campanyes publicitàries. Ella feia servir la marca en els seus espectacles i presentacions, apareixia en anuncis publicitaris i comercials. Durant aquest període Aaliyah també va aparèixer com a artista convidada en els discos de cantants de R&B i Hip-Hop Missy Elliot, Timbaland & Magoo i Ginuwine & Platja; va cantar també el tema principal de la banda sonora de la pel·lícula de dibuixos animats Anastasia pel qual va rebre una nominació a l'Oscar i es va convertir en la cantant més jove a rebre la nominació per la Millor Cançó Original i per interpretar una cançó durant la cerimònia de lliurament dels premis de l'Acadèmia.
A finals de 1997 l'àlbum One In A Million havia venut 3.7 milions de còpies als Estats Units i 11 milions al voltant del món.
El 1998 Aaliyah va tenir un superèxit amb la cançó de la pel·lícula Dr. Dolittle " Are You That Somebody? "(número 1 en el Billboard R&B, per 8 setmanes) i el vídeo d'aquesta cançó va ser el tercer més transmès per la cadena musical MTV, durant aquest any li va donar el títol de la " reina del R&B ".

### Aaliyah
"We Need A Resolution" va ser la primera cançó del seu tercer àlbum, va ser produït per Timbaland i el mateix participava en ell, va ser llançat el 24 d'abril de 2001; malauradament no va significar un èxit com les seves cançons anteriors, tot i l'excel·lent producció i un magnífic vídeo. El disc va ser llançat tres mesos més tard, el 17 de juliol de 2001 i encara que va debutar en el número 2 en el Billboard 200, les vendes inicialment van ser baixes, però van augmentar de manera molt considerable després de la mort de la cantant. El àlbum va ser rebut per la crítica i els mitjans amb excel·lents comentaris, ja que aquest àlbum mostrava el seu costat més fosc i una evident evolució artística. Una setmana després de l'accident en què va morir Aaliyah l'àlbum va pujar al número 1 de les llistes de popularitat i va ser certificat Platí per un milió d'unitats venudes.
L'empresa discogràfica no estava d'acord en quina cançó llençar després de "We Need A Resolution",així que finalment van llançar "More Than A Woman" doncs Aaliyah ja havia gravat el vídeo amb el director Dave Meyers i s'havia encarregat de promocionar el tema. Es va planejar gravar un Remix amb la col·laboració de Jay-Z, però aquest fet no es va concretar. I quan estaven a punt de llençar el vídeo oficial de "More Than A Woman", una altra cançó de l'àlbum "Rock The Boat" va començar a tenir una gran demanda a la ràdio i una enorme audiència, per la qual cosa els executius de la discogràfica van enviar a Aaliyah a filmar el vídeo d'aquest tema per llançar oficialment, aprofitant la seva gran popularitat radial. Així que "More Than A Woman" va ser retirat de la promoció i "Rock The Boat" va ser número 2 en el Billboard R&B i número 14 en el Billboard hot 100. Posteriorment es va llançar un single més "I Care 4 U"
(número 3 en el Billboard R&B i número 16 en el Billboard hot 100) mesos després de la mort de la cantant,l'àlbum va vendre 8 milions d'unitats als EUA i uns 16 milions en la resta del món.

## Mort
El 23 agost 2001 Aaliyah i els membres del seu equip de filmació, van viatjar en dos vols cap a Bahames usant un Fairchild Metro III, aeronau que va ser llogat a través de "Sky Llim". Estava programat que Aaliyah i el seu equip tornarien de les Bahames el 26 d'agost de 2001, però ella va decidir anar-se'n un dia abans, ja que havia acabat la filmació.
El dissabte 25 d'agost de 2001, a les 6.49 h, Aaliyah i el seu equip de treball, just després de la filmació del vídeo de "Rock The Boat" van pujar a una avioneta Cessna 402B sigles N8097W a l'Aeroport Marsh Harbour de l'illa Àbac de les Bahames. L'aeronau, operada per "Blackhawk International Airways" que era més petita de la que inicialment havien contractat per viatjar, es dirigia a l'aeroport d'Opa-Locka, un aeroport en els suburbis al nord de Miami, però es va estavellar poc després de l'enlairament en uns arbustos aproximadament 60 metres al final de la pista. El superintendent Basil Rahming, del departament de policia de Gran Bahama va dir que sis dels ocupants, incloent-hi Aaliyah, van morir en l'instant en què la nau es va estavellar mentre que dos van morir poc després, un en una clínica de Marsh Harbour i un altre quan era traslladat per via aèria cap a Nassau, la capital de les Bahames. El pilot, Luis Morales III va morir a l'instant. L'accident es va deure a una sobrecàrrega d'equipatge, i al fet que el pilot estava sota l'efecte de les drogues i no estava autoritzat per a volar. Segons resultats de la investigació, Aaliyah va patir cremades severes i un cop al cap, resultat del fort impacte. La investigació va teoritzar que, encara que Aaliyah hagués sobreviscut a l'accident, la seva recuperació hauria estat pràcticament impossible, a causa de la gravetat de les lesions.
Va resultar que en el moment de l'accident, "Blackhawk International Airways" no tenia permís de les Bahames per a vols comercials. El pilot Luis Morales III va començar a treballar en "Blackhawk International Airways" dos dies abans de l'accident, fins i tot dues setmanes abans de l'accident havia estat acusat per càrrecs de possessió de crack, cocaïna i intent de vendre parts robades d'avions i es trobava sota llibertat condicional.
El sepeli d'Aaliyah va ser el 31 d'agost a l'Església de Sant Ignasi de Loiola, a Manhattan. Un carruatge fúnebre tirat per dos cavalls blancs va portar el cos de la difunta pels carrers de l'Upper East Side de Manhattan fins a Ferncliff Cemetery, a Hartsdale, Nova York, després del servei funerari es van alliberar 22 coloms blancs com a símbol dels 22 anys que va viure Aaliyah. Va ser sepultada inicialment en una cripta del Mausoleu principal. Quan el Mausoleu Rosewood va ser conclòs, uns anys més tard, el seu taüt va ser mogut a un quart privat de l'esmentat edifici nou. La inscripció de la seva àlies, Baby Girl, està gravada a la cripta.

## Llegat
Aaliyah ha estat acreditada per ajudar a redefinir el R&B, el pop i el hip hop a la dècada dels 90 i inicis del 2000, marcant així l'històric canvi d'era reflectit en la seva música per al nou mil·lenni. En el 1998, Aaliyah va ser nomenada "la Reina del R&B", per la seva lucrativa i majestàtica carrera amb tan sols 19 anys, tot i tenir menys de 10 anys en la indústria. La revista Rolling Stone l'ha situat com tot una icona de la cultura popular a nivell global i com una figura exaltada de rigor de la comunitat afroamericana, lloant la seva equànime carrera "deixant una empremta indeleble en la indústria de la música com en tot el que l'envoltava ", reconeguda també com la més incónica llegenda femenina del R & B i com un efígie universal d'artistes prodigis femenines medrantes; així també reconeixent-la com la pionera creadora d'èxits principals de l'època, especialment en les seves col·laboracions amb els llegendaris Timbaland i Missy Elliot, amb qui sostenia una relació de germanor i una impecable consanguinitat professional, arribant a convertir-se en un dels equips de cantautors / productors més reeixits de la història. Ernest Hardy de la ja esmentada aclamada revista, la va anomenar com la "indiscutible reina del midtempo come-on". En la crítica de 2001 del seu àlbum epònim, la revista Rolling Stone va declarar que l'impacte d'Aaliyah al R & B i el pop ha estat enorme. D'acord amb Billboard, Aaliyah va revolucionar el gènere R&B amb la seva barreja sensual de pop, soul i hip hop.5 Steve Huey d'AllMusic va prioritzar a Aaliyah d'entre els artistes "elit" del gènere R&B, estipulant que ella "havia exercit un paper important a popularitzar l'estil de producció tartamudeante i futurista que va consumir el hip hop i el urban soul (soul urbà) a la fi dels 90 "; també va estipular que "els discos" One in a million "i" Aaliyah "comptaven amb producció de Timbaland, que va contribuir a convertir-los en un dels àlbums més avançats del seu temps". El seu segon àlbum d'estudi One in a Million es va convertir en un dels més influents àlbums de R&B en la història. El reconegut crític de música Simon Reynolds va definir al superèxit "Are You That Somebody" com "el senzill pop més radical" de 1998. Kelefah Sanneh del The New York Times va escriure que en lloc de ser el punt focal de les seves cançons, Aaliyah "sabia com desaparèixer dins de la música, com fer coincidir la seva veu a la línia del baix ", i conseqüentment" va ajudar a canviar la manera en què la música popular sonava "; les nervioses i inquietants cançons impulsades pel compàs de la música d'actes com les de Destiny 's Child que tenen un deute clar amb "Are You That Somebody".
La notícia de la mort d'Aaliyah va incrementar notablement les vendes dels seus àlbums i singles. Tal és el cas de "More Than A Woman" que al principi va ser cancel·lat el seu llançament i promoció i després va aconseguir ser número 7 en el Billboard R&B i número 25 en el Billboard hot 100. A més de convertir-se en número 1 en el Regne Unit, sent fins a la data l'única cançó d'una artista morta en arribar a la primera posició de les llistes britàniques. L'àlbum "Aaliyah" va vendre gairebé 3 milions en Estats Units i l'any 2002 es va estrenar la pel·lícula que ella va protagonitzar mesos abans de la seva mort "Queen Of The Damned" que va ser dedicat com a tribut a ella i va debutar en el número 1 de taquilla. Una setmana després de la seva mort, el seu àlbum 'Aaliyah' va saltar del lloc 91 a l'1 en .
Missy Elliott va llançar poc després de la mort d'Aaliyah, el vídeo del seu single "Take Away" amb imatges i paraules de la morta cantant a tribut. Ginuwine també va participar en aquest tribut.
La mort d'Aaliyah va consternar al món sencer; havia mort una jove estrella del món de la música i una incipient promesa cinematogràfica, als 22 anys. El fet va repercutir en l'ambient artístic, principalment en qui fos el seu amic i productor Timbaland, qui per uns anys va deixar de treballar en la producció musical, fins que va aconseguir sobreposar-del dolor per la pèrdua de tan bella i talentosa dona.
Molts cantants han esmentat a Aaliyah en les lletres de les seves cançons, amb missatges d'afecte, esmentant que la troben a faltar, que ningú ocuparà el seu lloc, preguntant-se per què va haver de prendre aquest vol que va acabar amb la seva vida. Tals artistes com DMX, Boyz II Men, Brandy, D12, Jadakiss, Jay-Z, Kanye West, Lil 'Flip, Mary J. Blige, Lil' Kim, Monica, Missy Elliott, Mya, Nas, Ray J, The Game, Timbaland, Wyclef Jean, Tyrese, Rosario Dawson, Yolanda Adams, R. Kelly, Edoine, entre molts altres.

### I Care 4 U
El 10 de desembre de 2002, Blackground Records va llançar al mercat I Care 4 U un àlbum recopilatori dels seus èxits que incloïa temes inèdits, com "Miss You" un nou single que va ser número 1 en el Billboard R&B i número 3 en el Billboard hot 100. El disc va debutar en el número 3 Billboard 200 i número 1 en el Billboard R & B Albums, on va romandre en la primera posició per 7 setmanes, venent 2.6 milions de còpies en Estats Units i 5 milions més al voltant del món.
El vídeo de "Miss You" va ser gravat amb la participació de nombrosos artistes, amics propers a Aaliyah, entre ells Missy Elliott, Toni Braxton, Lil 'Kim, Dallas Austin, Ananda Lewis, Jamie Foxx, DMX, entre d'altres. Seguit de "Miss You" es va llançar a Europa i Àsia una cançó més "Do not No Want To Tell Ja" (número 22 a Gran Bretanya i número 57 a Alemanya). Com a tercer single es va llançar als EUA.
En el 2006 es va llançar un altre àlbum recopilatori titulat "Ultimate Aaliyah" que inclou tots els seus èxits i cançons del qual s'han venut un total de 2.5 milions de còpies. En relació amb la seva emergent carrera cinematogràfica, Aaliyah anava a interpretar al personatge de Zee, en la segona i tercera pel·lícules de la trilogia Matrix. A més de ser una de les protagonistes de la pel·lícula "Honey" i de la pel·lícula "Sparkle" al costat de Whitney Houston, encara que finalment aquest últim rodatge va ser cancel·lat després de la seva mort.

## Discografia
Age Is not Nothing but a Number (1994)
One in a Million (1996)
Aaliyah (2001)

## Filmografia
| Títol                                     | Any  | Medi               | Paper                            | Notes                                             |
| ----------------------------------------- | ---- | ------------------ | -------------------------------- | ------------------------------------------------- |
| Star Search                               | 1989 | Programa televisiu | Ella mateixa                     | 1 episodi                                         |
| Ombres de Nova York (New York Undercover) | 1997 | Serie televisiva   | Ella mateixa (convidada musical) | Temporada 3, episodi 65 temporada 13): "Fade Out" |
| Romeo ha de morir                         | 2000 | Pel·lícula         | Trish O'Day                      |                                                   |
| La Reina dels Condemnats                  | 2002 | Pel·lícula         | Reina Akasha                     | Obra pòstuma                                      |

## Guardons
Premis
- 2002: Grammy al millor àlbum de R&B